# Fresno el Viejo
Fresno el Viejo é um município da Espanha na província de Valladolid, comunidade autónoma de Castela e Leão, de área 64,22 km² com população de 1117 habitantes (2007) e densidade populacional de 18,41 hab/km².

## Demografia
| Variação demográfica do município entre 1991 e 2004 | Variação demográfica do município entre 1991 e 2004 | Variação demográfica do município entre 1991 e 2004 | Variação demográfica do município entre 1991 e 2004 |
| --------------------------------------------------- | --------------------------------------------------- | --------------------------------------------------- | --------------------------------------------------- |
| 1991                                                | 1996                                                | 2001                                                | 2004                                                |
| 1378                                                | 1331                                                | 1219                                                | 1182                                                |